# متیو چپمن (نویسنده)
متیو چپمن (انگلیسی: Matthew Chapman؛ زادهٔ ۱۹۵۰) نویسنده، کارگردان، فیلم‌نامه‌نویس، روزنامه‌نگار، و کنشگر اهل انگلستان است. در آخرین فیلم چپمن، لبه، که نویسندگی و کارگردانی آن را بر عهده داشت، چارلی هونام، لیو تایلر، ترنس هاوارد، و پاتریک ویلسون بازی می‌کنند.

## گزیده فیلم‌شناسی
- خشم (۱۹۸۶) (فیلم‌نامه‌نویس، کارگردان)
- بزرگسالان راضی (۱۹۹۲) (فیلم‌نامه‌نویس)
- رنگ شب (فیلم ۱۹۹۴) (۱۹۹۴) (فیلم‌نامه‌نویس)
- هیئت منصفه فراری (۲۰۰۳) (فیلم‌نامه‌نویس)
- لبه (۲۰۱۱) (فیلم‌نامه‌نویس، کارگردان)